# Garreta mundus
Garreta mundus är en skalbaggsart som beskrevs av Christian Rudolph Wilhelm Wiedemann 1819. Garreta mundus ingår i släktet Garreta och familjen bladhorningar. Inga underarter finns listade i Catalogue of Life.